# عبد الجبار عريم
عبد الجبار عريم من رواد علم اجتماع الجريمة في العراق، حاصل على بكالوريوس في الحقوق، وماجستير في علم اجتماع الجريمة، حيث تركزت اهتماماته في هذا الجانب، فقام بتدريس مادة علم الإجرام وعلاج المجرمين والخدمات الاجتماعية والتخطيط الاجتماعي. وأصبح رئيسا للدائرة الاجتماعية في جامعة بغداد. اعتبره د. معن خليل عمر من رواد علم الاجتماع في العراق نتيجة لخدمته لهذا التخصص. من أعماله: الكتب التالية:
العقوبة والمجرم (1950). أصول المحاكم الجزائية (1950). القبائل الرحل في العراق (1965). فن الخدمات الاجتماعية (1968). التخطيط الاجتماعي. نظريات علم الإجرام (1973). إصلاح وتأهيل المجرمين والجانحين (1976).
كما له عدد من الكتب باللغة الإنكليزية موجودة في المكتبات البريطانية.

## المصدر
- موسوعة علم الاجتماع في العراق، مجلة علوم إنسانية www.ulum.nl